# Peter Lely

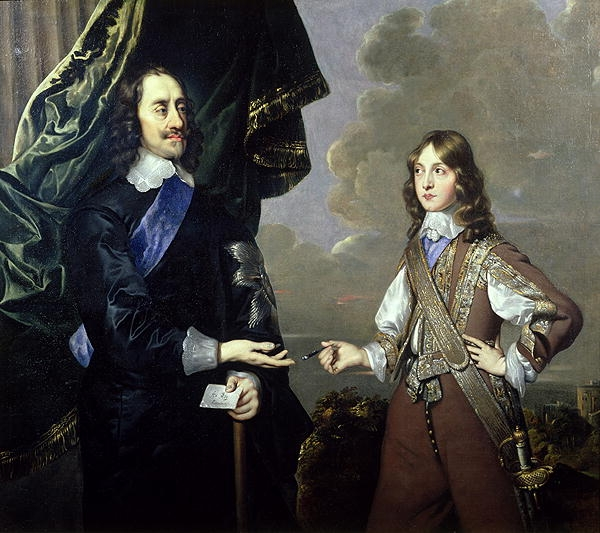
Peter Lely. Portret van Karel I van Engeland en zijn zoon, Jacobus, hertog van York. 1647. Londen, Syon House.

Peter Lely (Soest (Duitsland), 14 september 1618 – Londen, 30 november 1680) was een Engelse kunstschilder van Nederlandse oorsprong. Hij was de populairste portretschilder in Engeland vanaf ongeveer 1640 tot aan zijn dood. Hij was ook kunstverzamelaar en bezat vooral veel tekeningen van andere kunstenaars.

## Biografie
Lely werd geboren als Pieter van der Faes uit Nederlandse ouders in Soest in Westfalen, waar zijn vader een ambtenaar was in dienst van het leger van de keurvorst van Brandenburg. Lely studeerde schilderkunst in Haarlem, waar hij mogelijk bij Pieter de Grebber in de leer is geweest. Hij werd een meester van het Sint-Lucasgilde in Haarlem in 1637. Hij was bekend onder de achternaam "Lely" (nu en dan gespeld als "Lilly") vanwege een lelie op de gevel van het huis waar zijn vader in Den Haag geboren was. Hij arriveerde in Londen rond 1641.
Zijn vroege Engelse schilderijen waren hoofdzakelijk mythologische of godsdienstige taferelen of portretten in een pastoraal landschap. Ze tonen invloeden van Antoon van Dyck en de Nederlandse barok. Zijn portretten werden goed ontvangen, en hij volgde Van Dyck op als de populairste portretschilder in Engeland. Hij werd freeman van het schildersgilde in 1647 en was portretschilder voor koning Karel I van Engeland.
Zijn talent zorgde er waarschijnlijk voor dat hij zijn carrière na de executie van Karel kon voortzetten, en hij schilderde Oliver Cromwell, (naar die zei "met wratten en al") en ook Richard Cromwell. In die jaren schreef de dichter Sir Richard Lovelace twee gedichten over Lely, Peinture en See what a clouded majesty....
Na de restauratie van het koningshuis werd Lely in 1661 door Karel II benoemd tot hofschilder met een toelage van £200 per jaar. Lely werd een genaturaliseerd Engels onderdaan in 1662.
Er was bijzonder veel vraag naar zijn werk, en Lely en zijn studio was bijzonder productief. Nadat hij het hoofd van een geportretteerde had geschilderd, waren het vaak zijn leerlingen die het portret voltooiden. Zo komt het dat er een enorme hoeveelheid werk van Lely bekend is. Onder zijn beroemdste schilderijen is een reeks van 10 portretten van dames van het koninklijk hof, die als de "Beauties of Windsor" bekendstaan, en een serie van 12 van de admiraals en de kapiteins die in de Tweede Engels-Nederlandse Oorlog vochten, en die nu bekend staat als de "Flagmen of Lowestoft".
Lely speelde een belangrijke rol bij de introductie van de mezzotint in Groot-Brittannië, mede doordat hij daarin een mogelijkheid zag om zijn portretten bij een breder publiek bekend te maken. Hij moedigde Nederlandse mezzotintartiesten aan om naar Groot-Brittannië te komen om zijn werk te kopiëren, en stond daarmee aan de wieg van de Engelse mezzotinttraditie.
Hij trad ook op als Londense agent van de Amsterdamse kunsthandelaar Gerrit van Uylenburgh. En hij was een verzamelaar van oude meesters, met werken van Paolo Veronese, Titiaan, Claude Lorrain en Rubens. Hij bezat een fabelachtige verzameling van tekeningen. Zijn verzameling werd opgedeeld en werd na zijn dood verkocht, wat de immense som van £26.000 opleverde.
Lely werd in 1680 geridderd. Hij stierf spoedig daarna voor zijn schildersezel in Covent Garden, tijdens het schilderen van een portret van de hertogin van Somerset. Hij werd begraven in St Paul’s Church in Covent Garden.

## Schilderijen

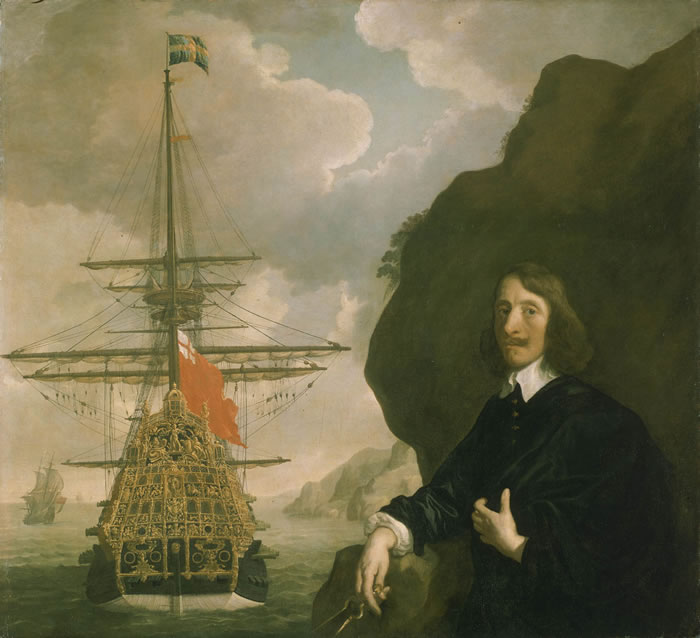
Peter Pett en de Sovereign of the Seas. Ca. 1645-1650.
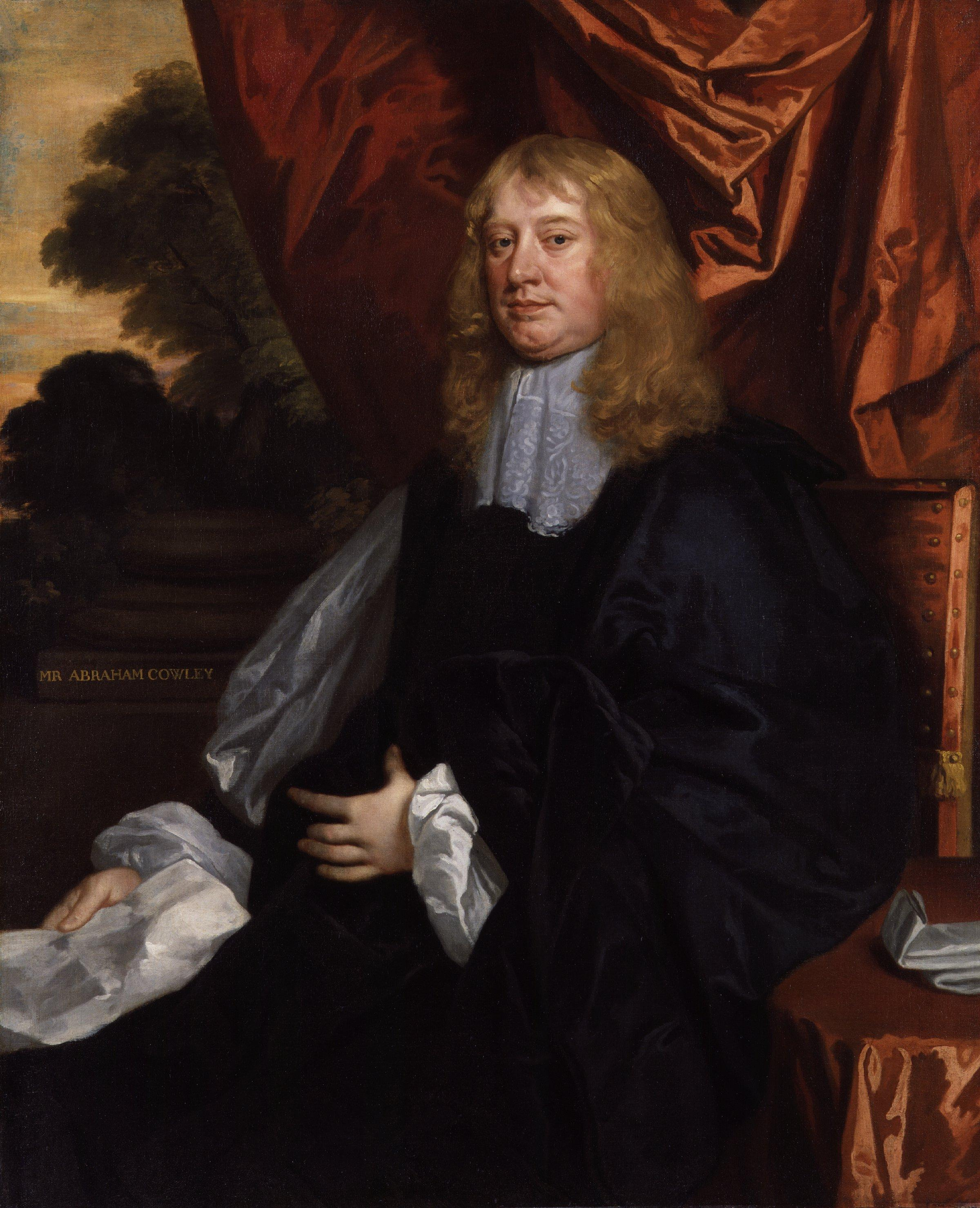
Portret van Abraham Cowley.
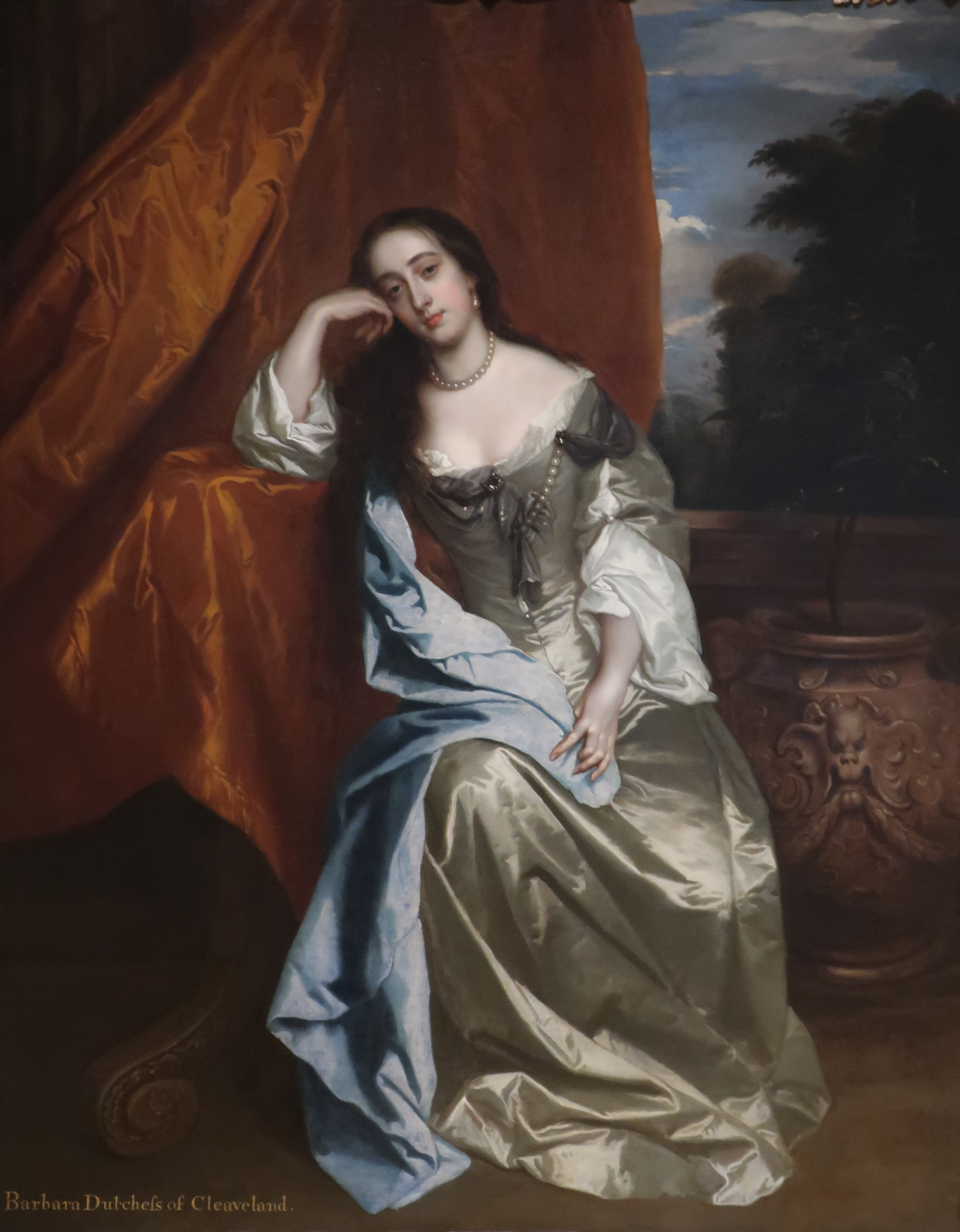
Portret van Barbara Villiers.
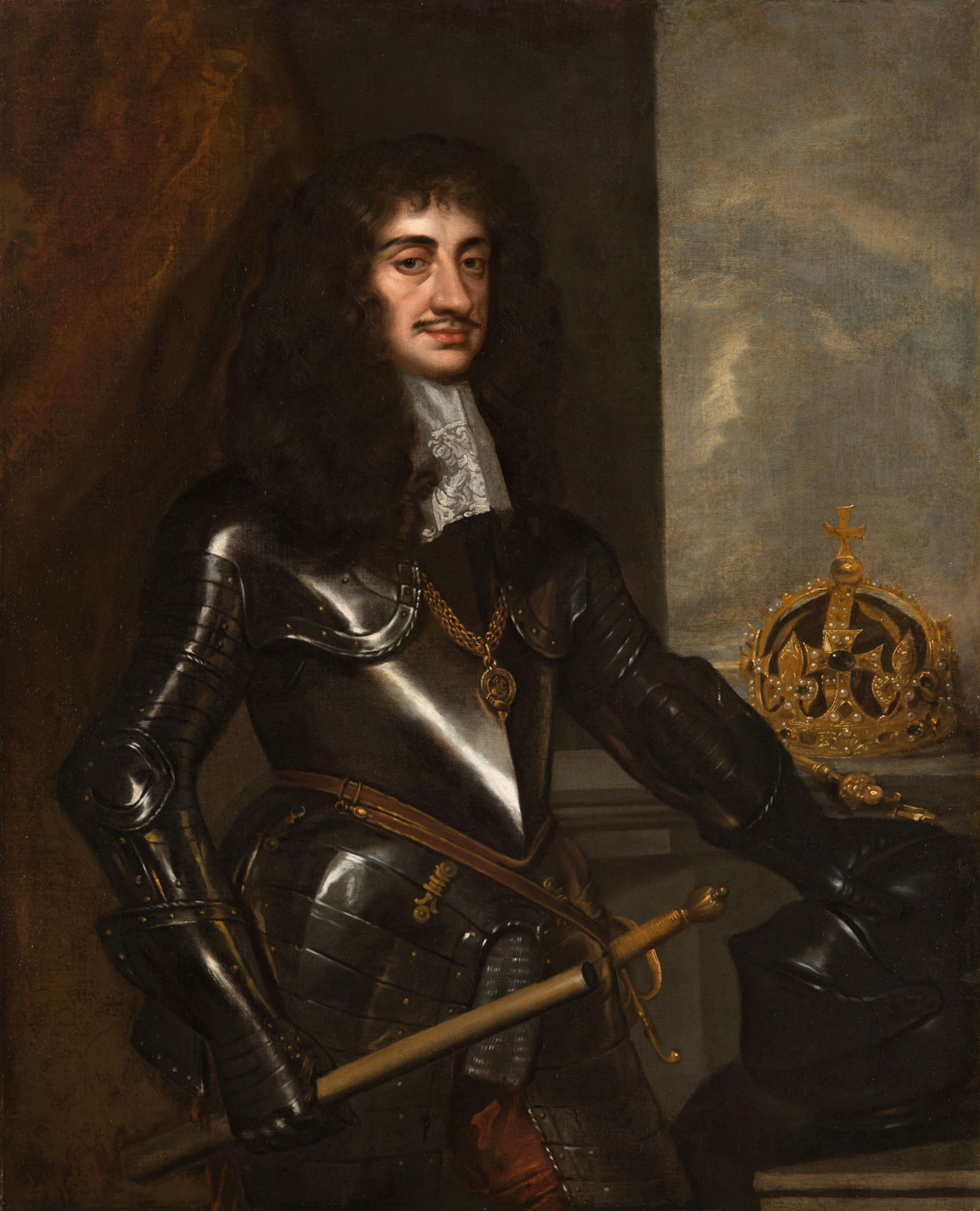
Portret van Karel II van Engeland.
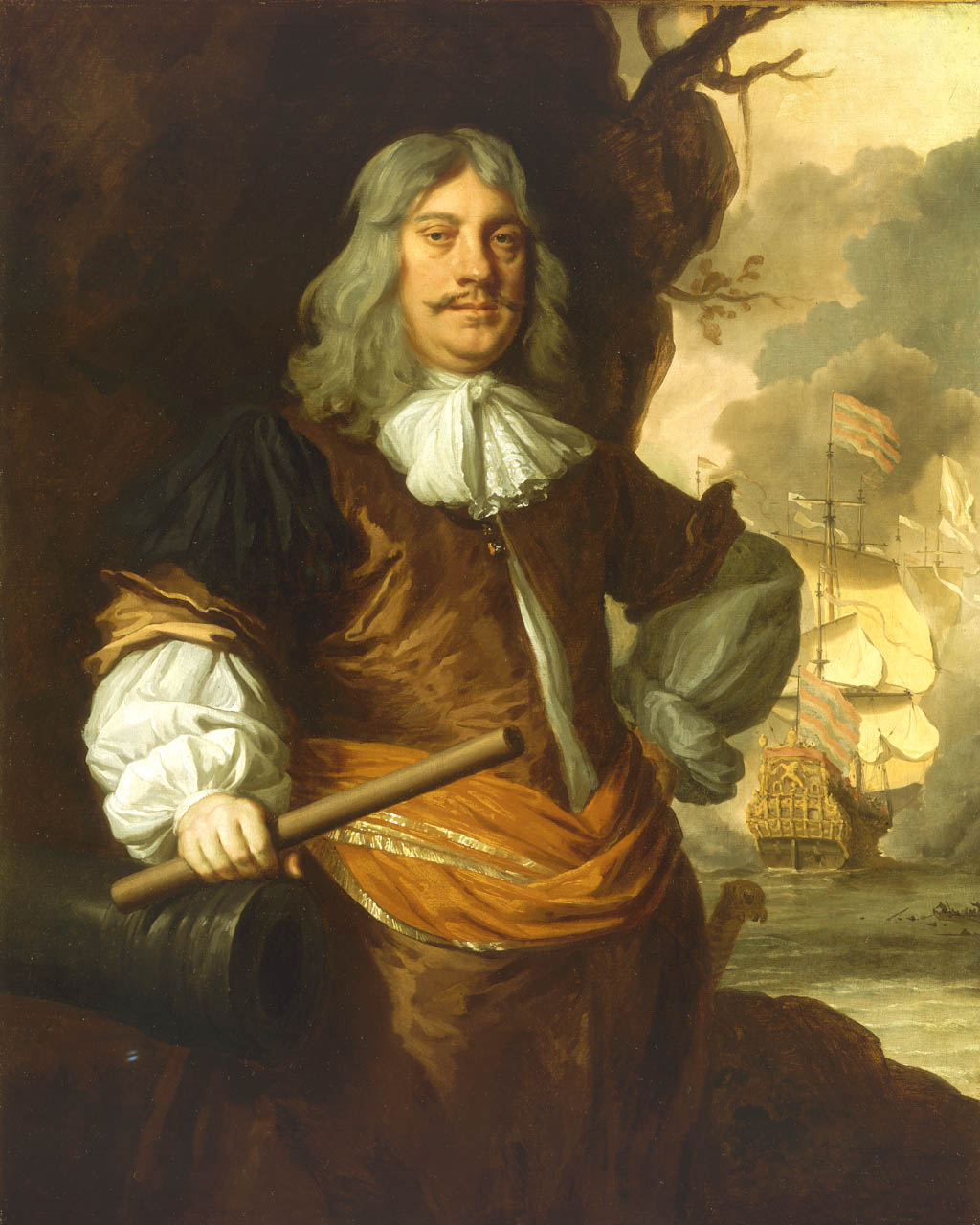
Portret van Cornelis Tromp.
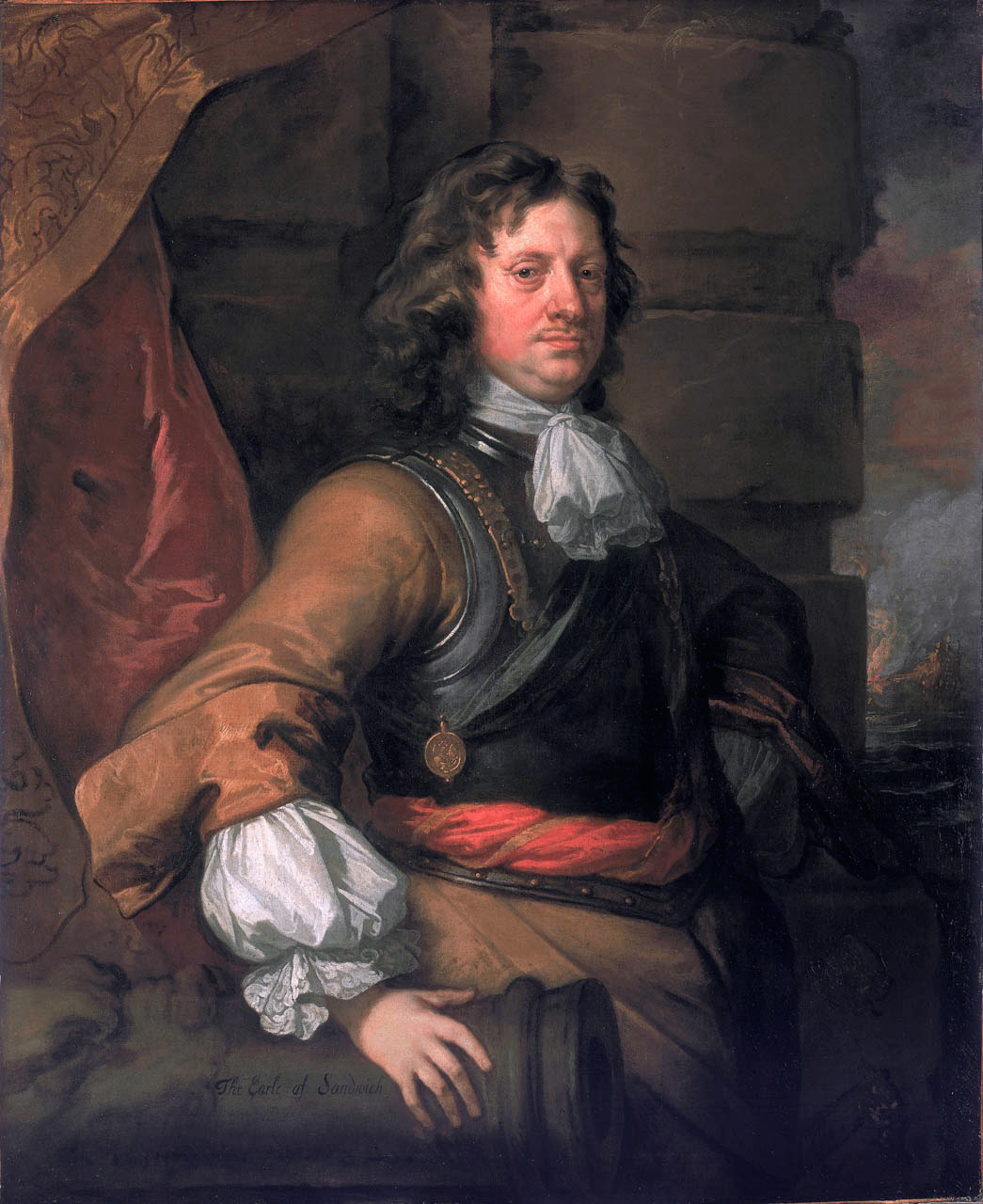
Portret van Edward Montagu.
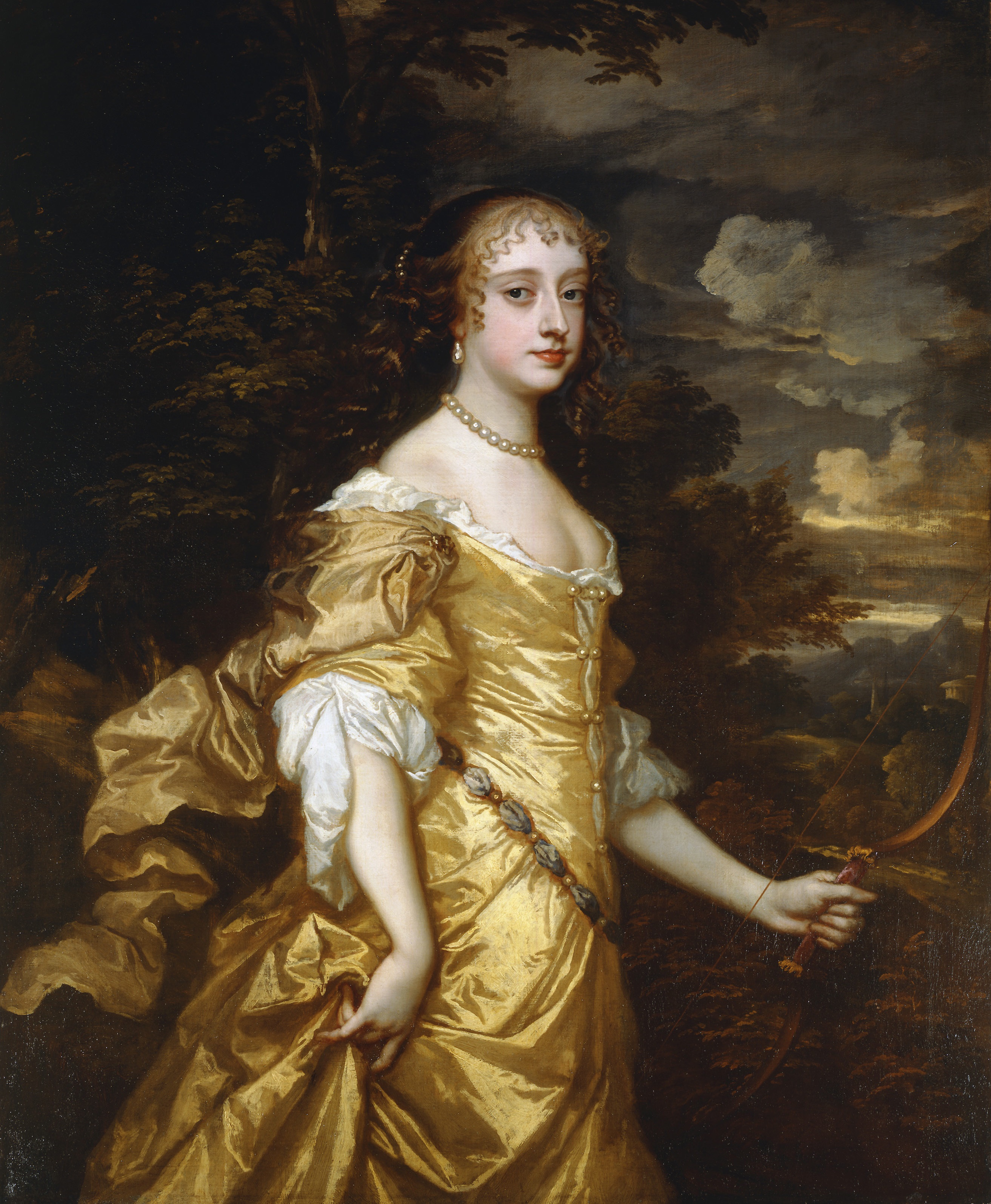
Portret van Frances Teresa Stuart.
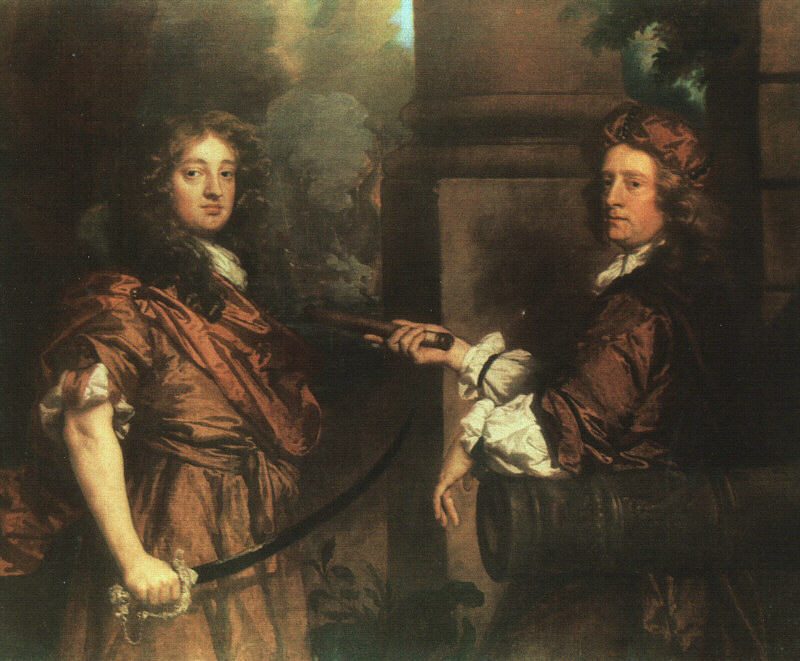
Frescheville Holles en Robert Holmes
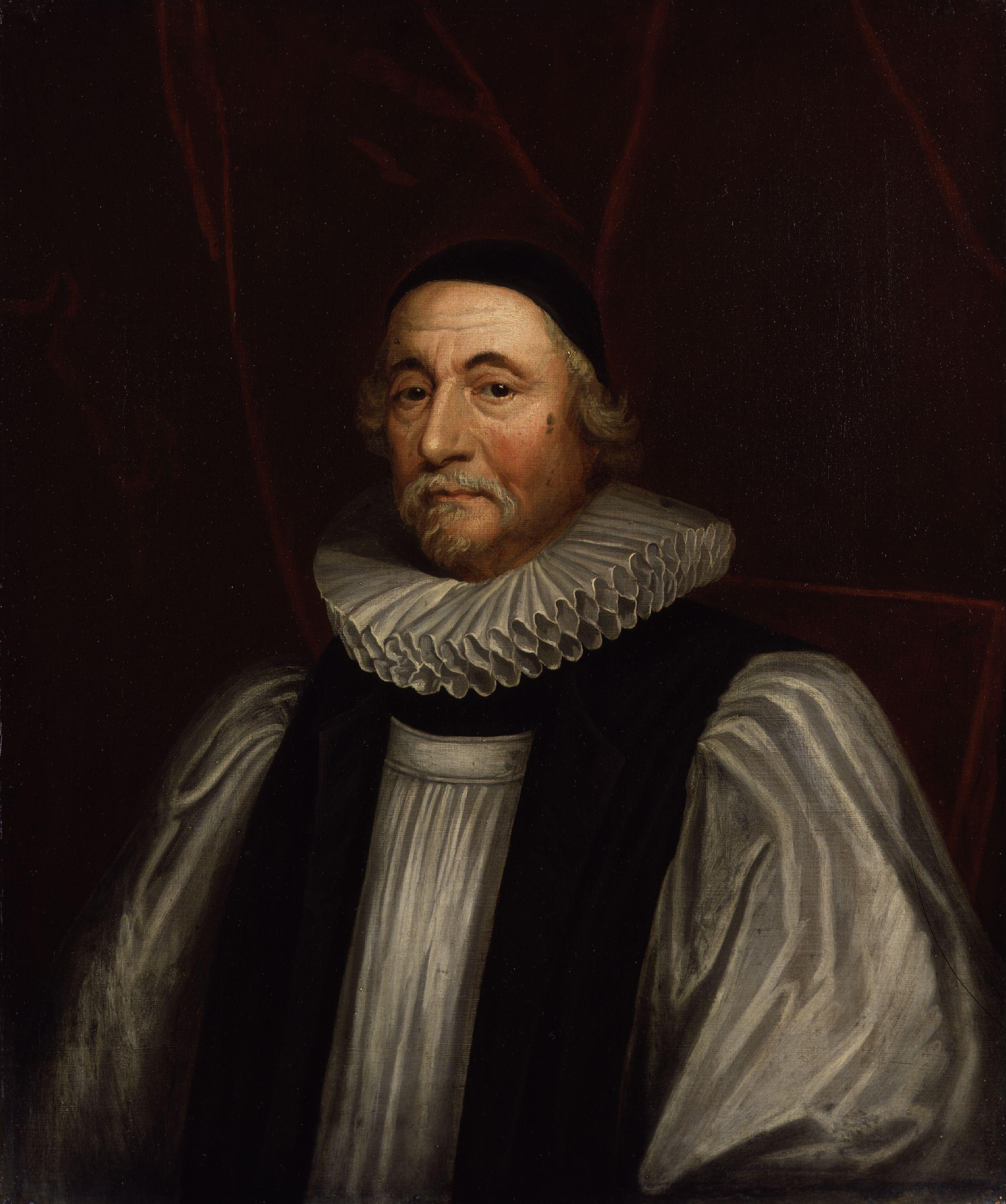
James Ussher
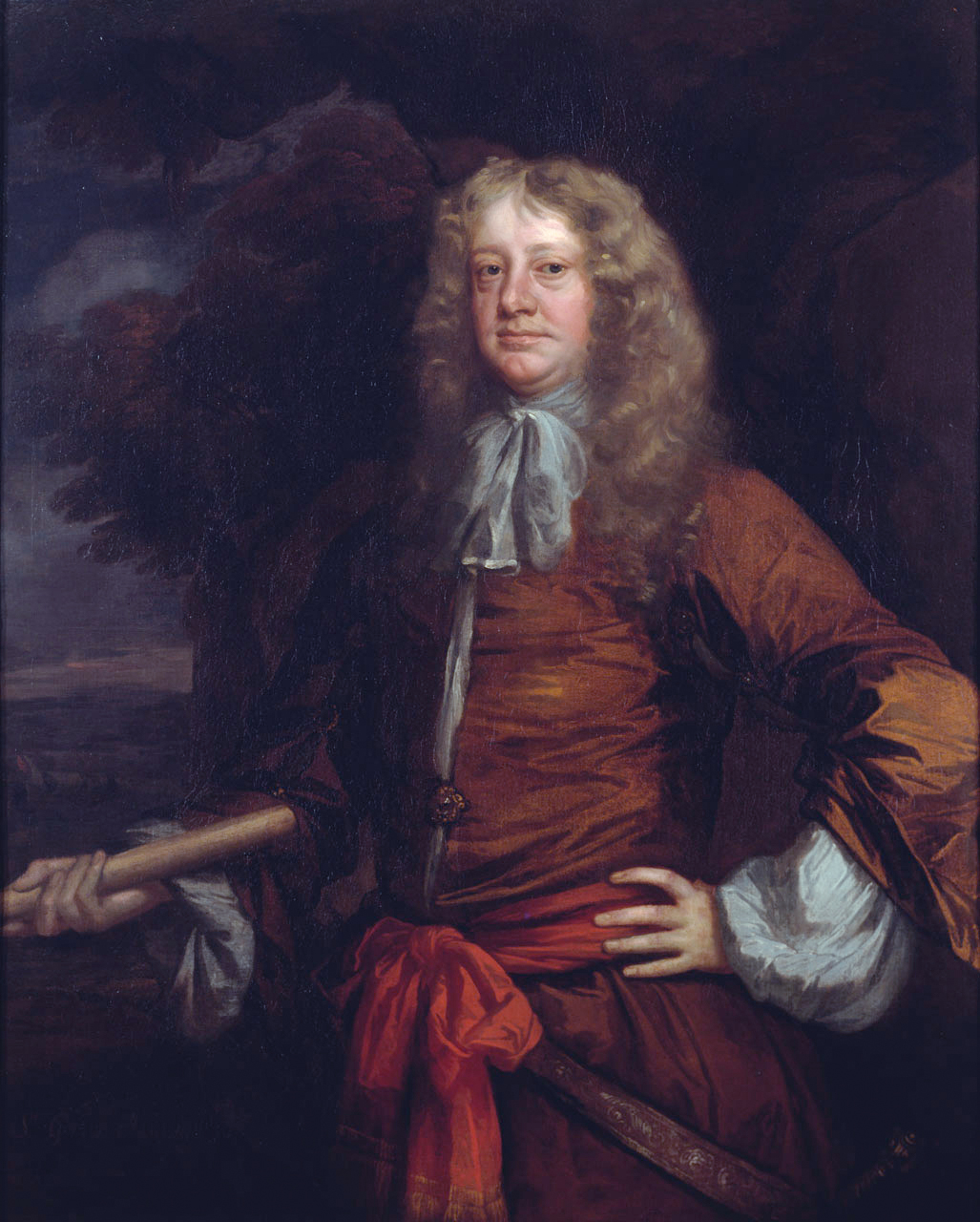
George Ayscue
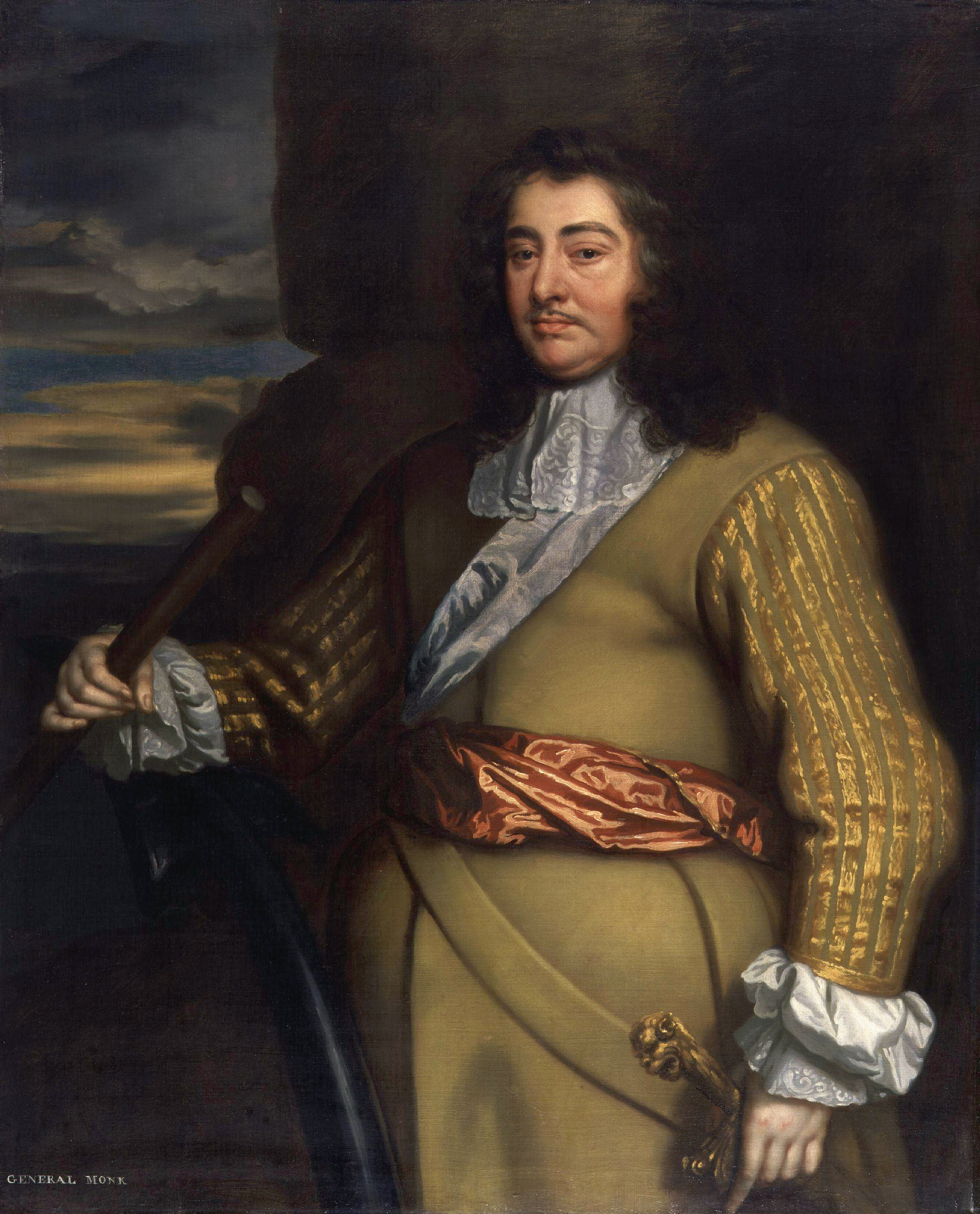
George Monck
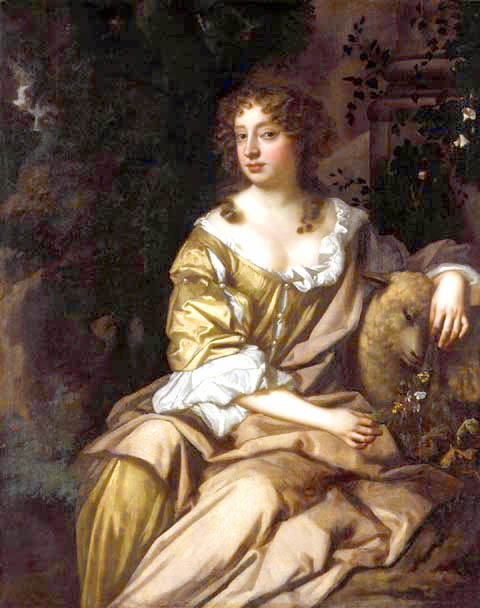
Nell Gwyn
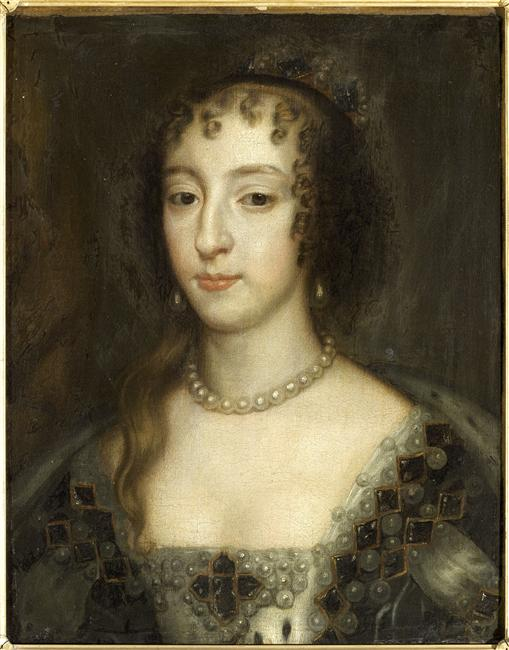
Henriëtta Maria
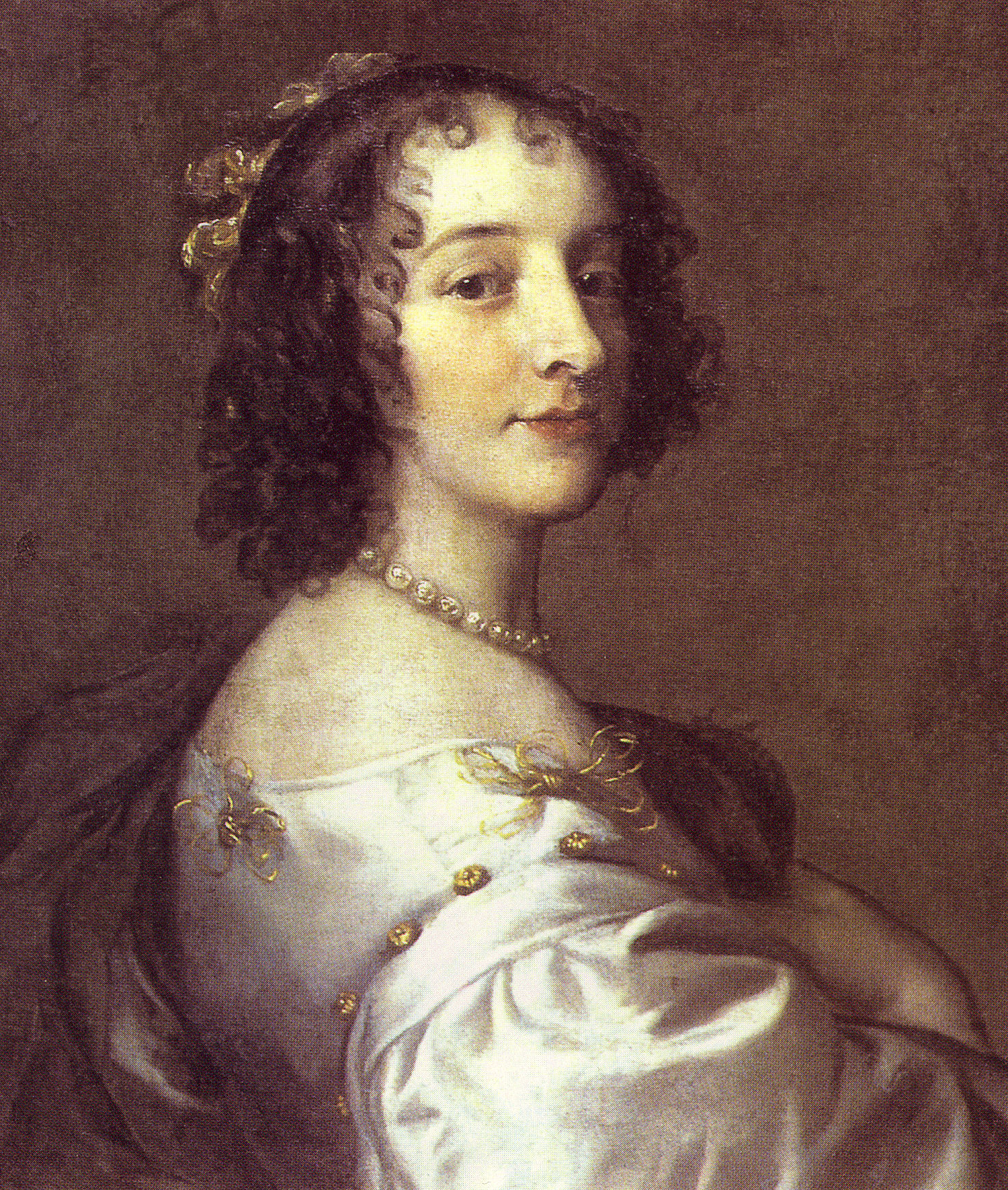
Sophia van de Palts

## Bron
Waterhouse, Ellis. Painting in Britain 1530 to 1790. Fourth Edition, New York, Viking Penguin, 1978.